# ヘルシンキ級ミサイル艇
ヘルシンキ級ミサイル艇（フィンランド語: Helsinki-luokan ohjusvene）は、フィンランド海軍のミサイル艇。1981年から1986年に4隻建造された。

## 概要
前級のトゥイマ級ミサイル艇はソビエト連邦製の205-ER 設計大型ミサイル艇だったが、本級はヴァートシーラ社ヘルシンキ造船所で建造された国産艇で、海軍に関係がある都市名が付けられている。
対艦ミサイルによる対艦戦だけではなく、ソナーを備え対潜水艦戦や機雷敷設能力を持つなど、多用途に使用できるように考慮されている。

## 同型艦
- 60 ヘルシンキ（スウェーデン語版）（Helsinki） 1981年就役、2002年退役。
- 61 トゥルク（スウェーデン語版）（Turku） 1985年就役、2002年退役。
- 62 オウル（スウェーデン語版）（Oulu） 1985年就役、2007年退役。クロアチアへ売却され、2008年12月にヴコヴァル（クロアチア語版）（RTOP-41 Vukovar） と改名され再就役。
- 63 コトカ（スウェーデン語版）（Kotka） 1986年就役、2005年退役。クロアチアへ売却され、2008年12月にドゥブロヴニク（クロアチア語版）（RTOP-42 Dubrovnik）と改名され再就役。